# Brian Schneider
Pour les articles homonymes, voir Schneider.
Brian Duncan Schneider (né le 26 novembre 1976 à Jacksonville, Floride, États-Unis) est un receveur ayant joué dans les Ligues majeures de baseball de 2000 à 2012 pour les Expos de Montréal, les Nationals de Washington, les Mets de New York et les Phillies de Philadelphie.

## Carrière
Brian Schneider est drafté le 1er juin 1995 par les Expos de Montréal. Il fait ses débuts en Ligue majeure le 26 mai 2000. Il demeure avec la franchise pendant huit ans, suivant son déménagement de Montréal vers Washington après la saison 2004. Après les Expos, Schneider joue donc pour les Nationals de Washington jusqu'à la conclusion de la saison 2007, après quoi il est impliqué dans une transaction à quatre joueurs entre les Nats et les Mets de New York : Schneider et le voltigeur Ryan Church prennent le chemin de New York alors que Washington obtient le voltigeur Lastings Milledge.
Sélectionné en équipe des États-Unis, Schneider participe à la Classique mondiale de baseball en 2006.
Après deux saisons chez les Mets, il rejoint les Phillies de Philadelphie le 1er décembre 2009 en s'engageant pour deux saisons.
Le 17 novembre 2011, le retour de Schneider pour une 3e saison à Philadelphie est confirmé lorsqu'il accepte un nouveau contrat d'un an.
Schneider est considéré comme l'un des meilleurs receveurs défensifs du baseball majeur.
Il annonce sa retraite du baseball en janvier 2013 après 13 saisons. En 1048 parties jouées en carrière, Schneider a réussi 781 coups sûrs dont 67 circuits. Il compte 387 points produits, 284 points marqués et sa moyenne au bâton s'élève à ,247.